# Ас-сайидский жестовый язык
Ас-са́йидский жестовый язык (араб. لغة الإشارة لعشيرة السيد‎, англ. Al-Sayyid Bedouin Sign Language, ивр. שפת הסימנים של שבט א-סייד‎) — деревенский жестовый язык, который распространён среди около 140 глухих и многих слышащих бедуинского племени ас-Сайид (араб. السيد‎), которые проживают в деревне ас-Сайид в пустыне Негев на юге Израиля.
Деревня ас-Сайид была основана в середине XIX века. В 2004 году в деревне проживало около 3 тыс. человек. Большинство жителей деревни — представители одноимённого племени ас-Сайид — ведут свой род от пришлого египтянина и местной женщины. Нарушение слуха является довольно распространённым явлением среди жителей ас-Сайида, им страдают около 4 % населения деревни (для сравнения, нарушение слуха встречается у 0,1 % населения США).
Ас-сайидский жестовый язык был впервые изучен в конце 1990-х годов антропологом Шифрой Киш (нидерл. Shifra Kisch). Жестовый язык, возникший самопроизвольно в среде глухих, которые не могли услышать арабский язык или иврит, а также не подвергались влиянию других жестовых языков, представляет особый интерес для лингвистов.